# Епархия Пуэрто-Платы

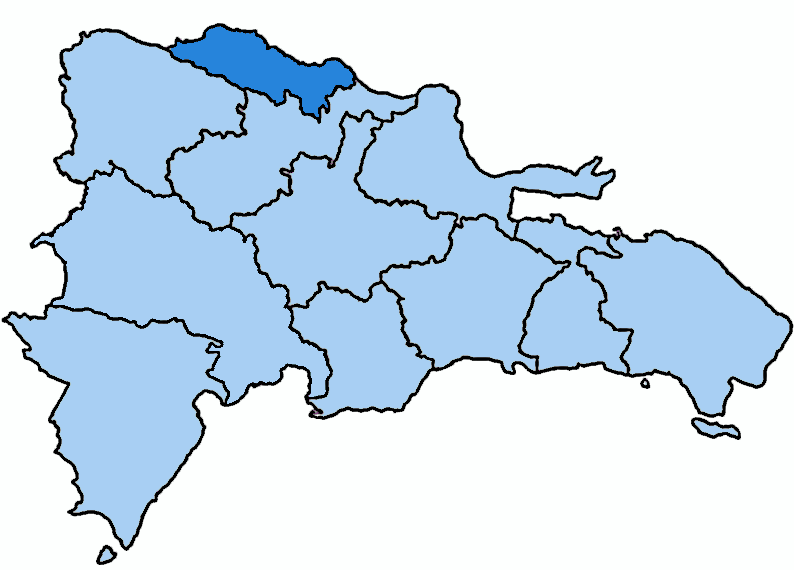
Расположение епархии Пуэрто-Платы

Епархия Пуэрто-Платы (лат. Dioecesis Portus Argentarii) — епархия Римско-Католической церкви с центром в городе Сан-Фелипе-де-Пуэрто-Плата, Доминиканская Республика. Епархия Пуэрто-Платы входит в митрополию Сантьяго-де-лос-Кабальероса. Кафедральным собором епархии Пуэрто-Платы является церковь святого Филиппа в городе Сан-Фелипе-де-Пуэрто-Плата.

## История
16 декабря 1996 года Римский папа Иоанн Павел II издал буллу «Venerabilis Frater», которой учредил епархию Пуэрто-Платы, выделив её из архиепархии Сантьяго-де-лос-Кабальероса.

## Ординарии епархии
- епископ Gregorio Nicanor Peña Rodríguez (16.12.1996 — 24.06.2004) — назначен епископом Нуэстра-Сеньора-де-ла-Альтаграсия-эн-Игуэя;
- епископ Julio César Corniel Amaro (31.05.2005 — по настоящее время).

## Статистика
На конец 2004 года из 346 520 человек, проживающих на территории епархии, католиками являлись 338 560 человек, что соответствует 97,7% от общего числа населения епархии.
| год  | население | население | население | священники | священники        | священники         | священники                           | постоянные диаконы | монахи  | монахи  | приходы |
| год  | католики  | всего     | %         | всего      | белое духовенство | черное духовенство | число католиков на одного священника | постоянные диаконы | мужчины | женщины | приходы |
| ---- | --------- | --------- | --------- | ---------- | ----------------- | ------------------ | ------------------------------------ | ------------------ | ------- | ------- | ------- |
| 1999 | 332.400   | 346.520   | 95,9      | 18         | 13                | 5                  | 18.466                               | 14                 | 8       | 40      | 32      |
| 2000 | 311.526   | 322.946   | 96,5      | 19         | 14                | 5                  | 16.396                               | 14                 | 7       | 40      | 36      |
| 2001 | 335.150   | 346.520   | 96,7      | 22         | 16                | 6                  | 15.234                               | 14                 | 8       | 41      | 19      |
| 2002 | 335.240   | 346.520   | 96,7      | 24         | 16                | 8                  | 13.968                               | 15                 | 9       | 42      | 23      |
| 2003 | 336.240   | 346.520   | 97,0      | 22         | 15                | 7                  | 15.283                               | 15                 | 7       | 41      | 23      |
| 2004 | 338.560   | 346.520   | 97,7      | 24         | 17                | 7                  | 14.106                               | 15                 | 7       | 43      | 31      |